# Philipp von Horn
Philipp von Horn (* um 1595; † 21. Mai 1659 in Berlin) war pommerscher Kanzler und brandenburgischer Staatsmann.

## Leben
Philipp von Horn entstammte der auf Ranzin und Schlatkow ansässigen Adelsfamilie von Horn. Er war der Sohn des Hofgerichtsverwalters und Kanzlers von Pommern-Wolgast, Burkhard von Horn (1558–1623), und dessen Ehefrau Pelagia von Zitzewitz (verwitwete von Steding).
Philipp von Horn studierte an den Universitäten Leipzig und Greifswald. Anschließend trat er, nach einer Kavalierstour, als Hofrat in den Dienst des Herzogs Philipp Julius von Pommern-Wolgast und wurde von diesem zu diplomatischen Missionen nach Stockholm (1621) und 1623 an den Reichstag zu Regensburg entsandt.
Der Nachfolger von Philipp Julius, Herzog Bogislaw XIV. von Pommern, ernannte ihn 1625 zum Kanzler von Pommern und Hofgerichtspräsidenten in Wolgast. Als gewandten Diplomaten schickte ihn der Herzog 1627 und 1628 auf Missionen nach Prag, zum schwedischen Kanzler Axel Oxenstierna und zum König Gustav II. Adolf sowie 1630 zum Kurfürsten Georg Wilhelm von Brandenburg nach Ostpreußen. Im Mai 1630 führte er Verhandlungen mit Wallenstein und anschließend mit Gustav II. Adolf von Schweden. Zusammen mit Paul von Damitz schloss er im August 1630 einen Allianzvertrag zwischen Schweden und Pommern. Im folgenden Monat trat er erstmals als Hofrat in schwedische Dienste, die bis zum Tode Gustav Adolfs andauerten.
Nach dem Aussterben der Greifenherzöge 1637 trat Philipp von Horn zunächst in schwedische Dienste und hielt sich zunächst eineinhalb Jahre am Hof in Stockholm auf. 1642 wandte er sich jedoch von den Schweden ab und betrieb als Führer des engeren Kreises der Wolgaster Landstände eine auf den Anschluss an Brandenburg gerichtete Politik. Nach einer Zusammenkunft mit dem brandenburgischen Oberkammerherrn Konrad von Burgsdorff wurde Philipp von Horn 1647 als Wirklicher Geheimer Rat in brandenburgische Dienste genommen. Bereits in pommerschen Dienst ein anerkannter Wirtschaftspolitiker, erhielt er als erste Aufgabe die Neuordnung der maroden staatlichen Finanzlage Brandenburgs. Als Diplomat verhandelte er 1648 in Den Haag über die klevischen Besitzungen Brandenburgs. In Kleve und der Mark Brandenburg verbesserten seine Reformen in geringem Maße die durch den Dreißigjährigen Krieg hervorgerufenen Verhältnisse.
1652 wurde er vom Kurfürsten als Vertreter nach Prag entsandt, wo er bis zum Eintreffen seines Dienstherrn an den Verhandlungen zur Königswahl Ferdinands IV. teilnahm. Der Kurfürst erlangte vom Kaiser die Garantie, dass Schweden nur im Falle der Abtretung Hinterpommerns an Brandenburg Sitz und Stimme auf dem Reichstag erhalten würde.
Bereits zu dieser Zeit erkrankt, starb er nach längerer schwerer Krankheit 1659 in Berlin.

## Familie und Besitz
Philipp von Horn war in erster Ehe mit Esther von Platen verheiratet. Aus seiner zweiten Ehe mit Agnesa, der Tochter von Joachim von Mörder, entstammt der Sohn Friedrich Wilhelm von Horn, der schwedischer und mecklenburgischer Gesandter in Wien und später Erster Minister in Mecklenburg-Schwerin war.
1627 erwarb Philipp von Horn vom Herzog Bogislaw XIV. das Schloss Divitz und die Rittergüter Frauendorf, Zatel (Saatel) und Karnin, sowie neun Hufen in Kückenshagen.